# Операција Извор мира
Операција Извор мира (тур. Barış Pınarı Harekâtı) била је војна операција турских оружаних снага и Сиријске националне армије (ТАФ) против Сиријских демократских снага (СДФ) и Војске Сирије на североистоку Сиријске Арапске Републике. 
Операција је започета ваздушним ударима уз подршку артиљерије на град Рас ел Ајн и остале градове на турско-сиријској граници на североистоку Сирије датума 9. октобра 2019. године. Према речима портпарола председника Турске, Реџепа Тајипа Ердогана, операција има за циљ да „исправи демографску слику” на територији северне Сирије. Офанзива је покренута само неколико дана након што је председник Доналд Трамп повукао америчке трупе из пограничног подручја, одлуку која је критикована у земљи и иностранству.
Турску акцију осудиле су Европска унија, Арапска лига, Иран, Израел, Индија и Уједињено Краљевство, као „неодговорни дестабилизиран напад на територију суверене државе са потенцијалним ужасним хуманитарним последицама”. Неколико чланица ЕУ увеле су Турској ембарго на наоружање и колективно се договориле да ће престати трговину оружја са Турском, док су и Сједињене Државе увеле турским министарствима санкције.

## Ток операције

### 9. октобар
Турске трупе и сиријски побуњеници напали су у среду курдску војску на североистоку Сирије, нападајући их ваздушним ударима и артиљеријском ватром пре него што су започели прекограничну копнену операцију. Турски председник Реџеп Тајип Ердоган рекао је да је операција створила „сигурну зону”, очишћену од курдских војника која ће сместити и сиријске избеглице. Шест ракета је касније лансирано у турском граду Нусајбин као одговор ПКК, а две су, како се извештава, погодиле турски град Цеиланпинар. СДФ је као одговор на почетак турске операције најавио и да ће зауставити анти-ИСИЛ операције и да су убијена два цивила. Као одговор на ваздушне ударе, СДФ је позвао Сједињене Државе да успоставе безлетну зону изнад северне Сирије. До краја дана, турска војска објавила је да је приземна фаза операције почела са три тачке – укључујући и Тел Абјад.

### 10. октобар
Пред зору, 10. октобра 2019, турска војска је званично започела офанзиву против снага СДФ-а. Према турским изворима, њихове трупе погодиле су укупно 181 мету на територији северне Сирије. Уз Турке су у борбу кренули око 14.000 побуњеника, укључујући групу Арар ел Шарки, дивизију Султан Мурад и дивизију Хамза. Извори СДФ-а навели су да су одбили напредовање турских снага у град Тел Абјад. Касније током дана, наводно је избио ланац сукоба између СДФ-а и Турске, близу места Ал Баб. Турске снаге ипак напредују око Тел Абјада и притом заузимају села Табатин и Ал Мушрифах. До сумрака, турске оружане снаге заузеле су 11 села. Пошто се напад концентрисао на Тел Абјад, Сиријска национална армија објављује да су њихове трупе успели да заузму Мишрифах, Ал Хави, Барзан, Хај Али и једну фарму, источно од града. Током турских ваздушних удара, СДФ наводи да су турске ваздушне снаге погодиле затвор у којем су се налазили заробљени припадници Исламске Државе. Турски медији известили су да је током дана убијено, повређено или заробљено укупно 174 војника СДФ-а.
Председник Турске Реџеп Тајип Ердоган изјавио је да је у току дана убијено 109 припадника Сиријских демократских снага. У говору који је изложио законодавцима, Ердоган је такође претио да ће „потопити” Европу са 3,6 милиона избеглица уколико европске нације наставе са критиковањем турске војне операције, посебно, како је навео, ако наставе да третирају операцију као инвазију.
Приближмо 70.000 људи је побегло из пограничних градова у СДФ, следећи турско бомбардовање.
Према наводима министарства одбране Републике Турске, један турски војник је убијен од стране припадника ЈПГ-а.

### 11. октобар
Два новинара повређена су у Нусајбину, од припадника СДФ-а. Како наводе турски медији, инцидент је био уживо емитован на турским ТВ каналима.
Три цивила су убијена у насељу Суруц од гранитирања припадника СДФ-а. Као одговор на напад, Турска је гранитирала ЈПГ-ове позиције у Кобанију, преко границе Суруца. Још осам цивила убијено је касније у току дана у Најсајбину и њих 35 је било повређено од СДФ-ових минобацача, узрокујући да укупан број настрадалих цивила од гранитирања СДФ-а у Турској износи 18, према турским изворима. Седам цивила убијено је у Сирији од стране турских снага на подручју Тел Абида.
Извештај за тадашњи дан, према турском Министарству одбране, је гласио да је укупно 399 припадника СДФ-а убијено, заробљено или повређено од почетка операције.
Сиријска национална армија навела је да су заузели село Халава, југоисточно од Тел Абјада. ТАФ и СНА објавили су да су кренули у заузимање Тел Халафа.
У граду Камишлију, ИСИЛ-ова аутомобил-бомба је убила петоро цивила. Турски артиљеријски удари су погодили оближњи затвор, где су петоро припадника ИСИЛ-а побегли, према речима СДФ-а.
Би-Би-Си је саопштио да је укупно 100.000 људи избегло из својих домова у северној Сирији. Курдски црвени полумесец известио је да је до сад пријављено 11 мртвих случајева. Турска војска потврдила је да је један војник погинуо, док су двојица рањена.
Министарство одбране Турске објавило је да је још тројица војника убијено од стране ЈПГ-а. До краја дана није било више смртних случајева, па је укупан број убијених турских војника четири. С друге стране, СОХР је објавио де је укупно усмрћено шесторица војника. Касније током дана, СОХР је објавио да је минимално 12 турских пограничних војника је било ил убијено или повређено у конфронтацији са СДФ-ом у Кобанију.
Иранско-курдски уметник, иначе добитник награде Греми, Кејхан Калхор, отказао је свој концерт у Истанбулу како би се придружио протестима против турске офанзиве.